# Peter Townsend (militair)
Peter Wooldridge Townsend (Rangoon, 22 november 1914 – Saint-Léger-en-Yvelines, 19 juni 1995) was een Brits piloot (officier van de Royal Air Force) en auteur. Van 1944 tot 1952 was hij stalmeester van koning George VI, en nadien ook van diens dochter koningin Elizabeth II.  
Townsend begon zijn carrière bij de Britse luchtmacht in 1933 op de RAF-basis Cranwell. In 1935 verkreeg hij de titel van piloot-officier, en sloot zich aan bij het team van het 1ste squadron op de basis RAF Tangmere, als piloot van de Hawker Fury tweevleugelig jachtvliegtuig. Na een jaar opleiding bij het 36e squadron te Singapore, als piloot van de Vickers Vildebeest bommenwerper, keerde hij in 1937 terug naar Engeland (Tangmere) als lid van het 43e RAF-squadron.  Op 27 januari 1939 promoveerde hij tot luchtmacht-luitenant (Flight Lieutenant). Bij het begin van de Tweede Wereldoorlog toonde Townsend zijn moed als luchtmachtpiloot en haalde verschillende Duitse gevechtsvliegtuigen van de Luftwaffe neer, waarvoor hij in april 1940 onderscheiden werd met het "Distinguished Flying Cross" (DFC). 
In april 1942 werd hij benoemd tot commandant-piloot op de RAF-basis te Drew, en leidde hij het 611e squadron, een eenheid die met Spitfires vloog. Tegen het einde van de oorlog was hij benoemd tot eenheidscommandant (wing commander). 
Van 1941 tot 1952 was hij getrouwd met (Cecil) Rosemary Pawle (1921–2004). 
In 1944 kwam hij in dienst aan het Brits koninklijk hof als ere-stalmeester van koning George VI. In die periode leerde hij ook de prinsessen Elizabeth en Margaret kennen. Prinses Margaret werd verliefd op hem en wilde met Townsend trouwen. Ze vroeg hiervoor de goedkeuring aan haar zus, die ondertussen haar vader had opgevolgd als koningin en hoofd van de Anglicaanse Kerk. Omdat Townsend op dat moment (1953) een gescheiden man was, oordeelde de Britse regering dat de prinses niet met hem kon trouwen. Omdat koningin Elizabeth II haar zus het geluk gunde, werd een toevlucht genomen tot een clausule in de wet waardoor een huwelijk wel mogelijk zou zijn vanaf de 25e verjaardag van de prinses, aangezien op deze leeftijd de formele goedkeuring van de koningin (tevens hoofd van de Anglicaanse Kerk) niet langer noodzakelijk was. Om de RAF-officier nog twee jaar uit de schijnwerpers van de media te houden, werd hij aangesteld als luchtmachtattaché op de Britse ambassade in de Belgische hoofdstad Brussel. Na ommekomst van de twee jaar bleek er in het kabinet en bij de kerk nog veel verzet te leven tegen het huwelijk van de prinses met een gescheiden man. Op 31 oktober 1955 uitte prinses Margaret haar voornemen om toch af te zien van een huwelijk met Townsend.
Uiteindelijk zou Townsend in 1959 trouwen met de Belgische Marie-Luce Jamagne, met wie hij twee dochters en een zoon zou krijgen.
Na zijn militaire carrière begon hij te schrijven. Tot zijn oeuvre behoren titels als "Earth My Friend" (rond het thema van solo-wereldreizen midden de jaren '50), "Duel of Eagles" (over de Slag om Groot-Brittannië), "The Odds Against Us" (over zijn oorlogstijd als gevechtspiloot), "The Last Emperor" (een biografie van koning George VI), "The Girl in the White Ship" (over de Vietnamese bootvluchtelingen eind jaren '70), "The Postman of Nagasaki" (over de kernbom op Nagasaki), en "Time and Chance" (een autobiografie).
Townsend stierf na een slepende ziekte aan darmkanker in 1995, in het Franse dorp Saint-Léger-en-Yvelines, op 80-jarige leeftijd.
- Bibsys: 90901010
- Biblioteca Nacional de España: XX1140263
- Bibliothèque nationale de France: cb11926971q (data)
- CiNii: DA09687060
- Gemeinsame Normdatei: 118623516
- International Standard Name Identifier: 0000 0001 1578 9372
- Library of Congress Control Number: n78092018
- Bibliotheek van het Japanse parlement: 00458992
- Nationale Bibliotheek van Tsjechië: jo2009548062
- Nationale bibliotheek van Australië: 35554183
- Nationale Bibliotheek van Israël: 987007578709905171
- Nationale Bibliotheek van Polen: a0000001755736
- Nederlandse Thesaurus van Auteursnamen: 074732927
- Istituto Centrale per il Catalogo Unico: PMIV013293
- LIBRIS: 310281
- Système universitaire de documentation: 027167720
- Trove: 994043
- Virtual International Authority File: 99492948
- WorldCat: E39PBJqVWGtBhxDHYwCqJdt9Xd